# N,N'-metilen-bis-acrilammide
L'N,N'-metilen-bis-acrilammide (o BIS) è un composto chimico.
A temperatura ambiente si presenta come un solido bianco inodore. È un composto irritante per ingestione e per inalazione.
Trova principalmente impiego come agente reticolante nella sintesi di alcune poliacrilammidi.